# Zacht verhemelte

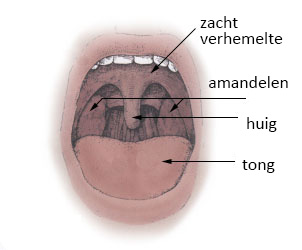

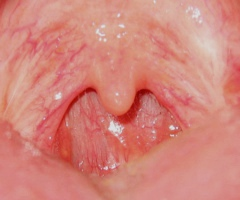
Zacht gehemelte, gehemeltebogen, huig en orofarynx,
hier zonder de keelamandelen, dus na een tonsillectomie

Het zachte verhemelte of velum, Latijn: palatum molle of velum palatinum, is de tweede helft van het verhemelte, ofwel het deel dat zich het meest achteraan in de mond van de mens bevindt.

## Bouw
Het zachte verhemelte onderscheidt zich van het deel ervoor, het harde verhemelte of palatum durum, doordat het geen bot bevat en in tegenstelling tot het harde verhemelte enigszins beweeglijk is. Het bestaat vooral uit weefsel en uit spiervezels, die door slijmvlies zijn omgeven. Aan het uiteinde loopt het zachte verhemelte aan de linker- en rechterkant uit in de voorste en achterste gehemeltebogen en in het midden in een contractiel orgaantje, de huig. Dit overgangsgebied tussen mond- en keelholte wordt ook wel de isthmus faucium genoemd.
De musculus uvulae, de spier die ervoor zorgt dat de huig zich kan samentrekken, begint al in het zachte verhemelte. Andere spieren in het zachte verhemelte zijn de musculus constrictor pharyngis, de musculus tensor veli palatini en de musculus levator veli palatini.
Het aanraken van de huig of het zachte verhemelte kan braakneigingen veroorzaken.

## Functies
Het zachte verhemelte speelt onder meer bij de spraak een belangrijke rol. Klanken, die achter in de mond worden gevormd, worden velaar genoemd en worden geproduceerd door de tong tegen het zachte verhemelte te duwen. De huig, die dankzij de spieren in het zachte verhemelte kan samentrekken, zorgt onder meer dat bij het slikken de orofarynx wordt afgesloten van de nasofarynx.

## Afwijkingen
- Bij veel snurken kan het in een enkel geval nodig zijn om een deel van het zachte verhemelte of de huig chirurgisch weg te nemen. Deze ingrepen staan bekend als velofaryngoplastiek en uvulopalatofaryngoplastiek.
- Bij de zeldzame afwijking palatale myoclonus worden de spieren in het zachte verhemelte voortdurend onwillekeurig samengetrokken.
- Door verlamde of zwakke spieren van het zacht verhemelte ontstaat een nasaal stemgeluid.